# Jasenovacklostret
Jasenovacklostret (serbisk kyrilliska: Манастир Јасеновац; latinska: Manastir Jasenovac, kroatiska: Manastir Jasenovac; kyrkslaviska: Монасты́рь Ꙗсеновацъ) är ett serbisk-ortodoxt kloster beläget i orten Jasenovac i Sisak-Moslavinas län, i Kroatien.
Klostret är helgat åt Jungfru Marie födelse och Johannes döparen. Den tillhör Slavoniens stift.

## Historik
Klostret byggdes 1775, men förstördes 1941 under andra världskriget. Det renoverades och invigdes den 2 september 1984 och under upplösningen av Jugoslavien 1991 skadades det igen.

## Övrigt
Den 28 februari 2021 besökte serbisk-ortodoxa kyrkans patriark Porfirije klostret.

## Bilder

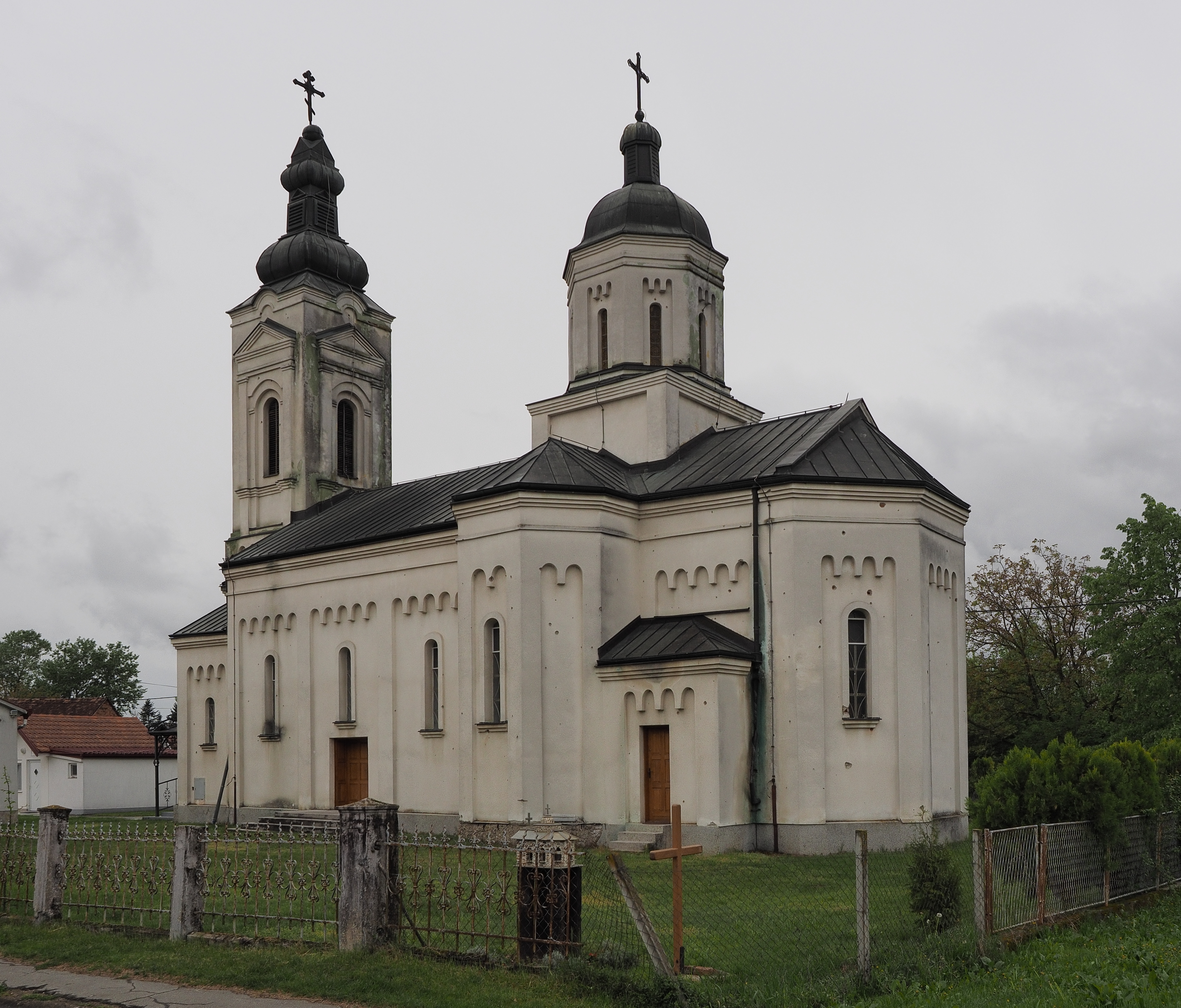
Baksidan.